# Can You Hear Me? (EP)
Can You Hear Me? é o segundo EP japonês da cantora sul-coreana IU. Foi lançado em 20 de março de 2013 pela East World.

## Faixas
| N.º            | Título             | Letras         | Música                                           | Duração |  |
| 1.             | "Beautiful Dancer" | Hiro           | Jimmy Jam Terry Lewis John Jackson               | 4:29    |  |
| 2.             | "Truth"            | Hiro           | Jam Lewis Jackson                                | 3:37    |  |
| 3.             | "Fairytale"        | Hiro           | Andy Love Niclas Kings                           | 3:38    |  |
| 4.             | "Voice-mail"       | IU Yadako      | IU                                               | 4:06    |  |
| 5.             | "New World"        | Yadako         | Ali Thomson Christoffer Wikberg Alina Devecerski | 3:49    |  |
| Duração total: | Duração total:     | Duração total: | Duração total:                                   | 19:36   |  |